# GT Challenge at VIR 2019
Navigation
Édition précédente Édition suivante
Le GT Challenge at VIR 2019 (officiellement appelé 2019 Michelin GT Challenge at VIR) a été une course de voitures de sport organisée sur le Virginia International Raceway à Alton en Virginie, aux États-Unis qui s'est déroulée du 23 août 2019 au 25 août 2019. Il s'agissait de la dixième manche du championnat United SportsCar Championship 2019 et seules les catégories GTLM et GTD de voitures du championnat ont participé à la course.

## Engagés
La liste officielle des engagés était composée de 21 voitures, dont 8 en Grand Touring Le Mans et 13 en Grand Touring Daytona.

## Qualifications
| Pos. | Classe | N°  | Équipe                                                   | Pilote              | Temps          | Écart      |
| 1    | GTLM   | 912 | Porsche GT Team                                          | Laurens Vanthoor    | 1 min 40 s 630 | --         |
| 2    | GTLM   | 3   | Corvette Racing                                          | Jan Magnussen       | 1 min 40 s 708 | + 0 s 078  |
| 3    | GTLM   | 67  | Ford Chip Ganassi Racing                                 | Ryan Briscoe        | 1 min 40 s 786 | + 0 s 156  |
| 4    | GTLM   | 66  | Ford Chip Ganassi Racing                                 | Joey Hand           | 1 min 40 s 956 | + 0 s 326  |
| 5    | GTLM   | 4   | Corvette Racing                                          | Oliver Gavin        | 1 min 41 s 578 | + 0 s 948  |
| 6    | GTLM   | 911 | Porsche GT Team                                          | Nick Tandy          | 1 min 41 s 615 | + 0 s 985  |
| 7    | GTLM   | 24  | BMW Team RLL                                             | John Edwards        | 1 min 41 s 703 | + 1 s 073  |
| 8    | GTLM   | 25  | BMW Team RLL                                             | Connor De Phillippi | 1 min 41 s 772 | + 1 s 142  |
| 9    | GTD    | 9   | Pfaff Motorsports                                        | Zacharie Robichon   | 1 min 45 s 826 | + 5 s 196  |
| 10   | GTD    | 12  | AIM Vasser-Sullivan                                      | Frankie Montecalvo  | 1 min 46 s 150 | + 5 s 520  |
| 11   | GTD    | 14  | AIM Vasser-Sullivan                                      | Richard Heistand    | 1 min 46 s 524 | + 5 s 894  |
| 12   | GTD    | 86  | Meyer Shank Racing avec Curb Agajanian Performance Group | Trent Hindman       | 1 min 46 s 697 | + 6 s 067  |
| 13   | GTD    | 57  | Heinricher Racing avec Meyer Shank Racing                | Alice Powell        | 1 min 48 s 159 | + 7 s 529  |
| 14   | GTD    | 96  | Turner Motorsport                                        | Robby Foley         | 1 min 48 s 398 | + 7 s 768  |
| 15   | GTD    | 33  | Mercedes-AMG Team Riley Motorsports                      | Ben Keating         | 1 min 48 s 476 | + 7 s 846  |
| 16   | GTD    | 44  | Magnus Racing                                            | John Potter         | 1 min 48 s 567 | + 7 s 937  |
| 17   | GTD    | 48  | Paul Miller Racing                                       | Corey Lewis         | 1 min 51 s 132 | + 10 s 502 |
| 18   | GTD    | 63  | WeatherTech Racing                                       | Cooper MacNeil      | 1 min 53 s 823 | + 13 s 193 |
| 19   | GTD    | 76  | Compass Racing                                           | Matt Plumb (en)     | 1 min 54 s 213 | + 13 s 583 |
| 20   | GTD    | 74  | Lone Star Racing                                         | Gar Robinson        | 1 min 56 s 054 | + 15 s 424 |
| 21   | GTD    | 73  | Park Place Motorsports                                   | Patrick Lindsey     | 1 min 56 s 158 | + 15 s 528 |

## Course

### Classement de la course
- Les vainqueurs de chaque catégorie sont signalés par un fond jauni.

| Pos | Classe | no  | Écurie                                                   | Pilotes                           | Châssis                         | Tours | Temps               |
| Pos | Classe | no  | Écurie                                                   | Pilotes                           | Moteur                          | Tours | Temps               |
| --- | ------ | --- | -------------------------------------------------------- | --------------------------------- | ------------------------------- | ----- | ------------------- |
| 1   | GTLM   | 911 | Porsche GT Team                                          | Patrick Pilet Nick Tandy          | Porsche 911 RSR                 | 88    | 2 h 41 min 28 s 773 |
| 1   | GTLM   | 911 | Porsche GT Team                                          | Patrick Pilet Nick Tandy          | Porsche 4,0 l Flat-6 Atmo       | 88    | 2 h 41 min 28 s 773 |
| 2   | GTLM   | 912 | Porsche GT Team                                          | Earl Bamber Laurens Vanthoor      | Porsche 911 RSR                 | 88    | + 0 s 737           |
| 2   | GTLM   | 912 | Porsche GT Team                                          | Earl Bamber Laurens Vanthoor      | Porsche 4,0 l Flat-6 Atmo       | 88    | + 0 s 737           |
| 3   | GTLM   | 3   | Corvette Racing                                          | Antonio García Jan Magnussen      | Chevrolet Corvette C7.R         | 88    | + 3 s 275           |
| 3   | GTLM   | 3   | Corvette Racing                                          | Antonio García Jan Magnussen      | Chevrolet LT 5,5 l V8 Atmo      | 88    | + 3 s 275           |
| 4   | GTLM   | 4   | Corvette Racing                                          | Oliver Gavin Tommy Milner         | Chevrolet Corvette C7.R         | 88    | + 3 s 972           |
| 4   | GTLM   | 4   | Corvette Racing                                          | Oliver Gavin Tommy Milner         | Chevrolet LT 5,5 l V8 Atmo      | 88    | + 3 s 972           |
| 5   | GTLM   | 67  | Ford Chip Ganassi Racing                                 | Ryan Briscoe Richard Westbrook    | Ford GT                         | 88    | + 4 s 396           |
| 5   | GTLM   | 67  | Ford Chip Ganassi Racing                                 | Ryan Briscoe Richard Westbrook    | Ford EcoBoost 3,5 l V6 Turbo    | 88    | + 4 s 396           |
| 6   | GTLM   | 66  | Ford Chip Ganassi Racing                                 | Joey Hand Dirk Müller             | Ford GT                         | 88    | + 9 s 556           |
| 6   | GTLM   | 66  | Ford Chip Ganassi Racing                                 | Joey Hand Dirk Müller             | Ford EcoBoost 3,5 l V6 Turbo    | 88    | + 9 s 556           |
| 7   | GTLM   | 25  | BMW Team RLL                                             | Tom Blomqvist Connor De Phillippi | BMW M8 GTE                      | 88    | + 12 s 560          |
| 7   | GTLM   | 25  | BMW Team RLL                                             | Tom Blomqvist Connor De Phillippi | BMW S63 4,0 l V8 Bi-Turbo       | 88    | + 12 s 560          |
| 8   | GTLM   | 24  | BMW Team RLL                                             | Jesse Krohn John Edwards          | BMW M8 GTE                      | 87    | + 1 tour            |
| 8   | GTLM   | 24  | BMW Team RLL                                             | Jesse Krohn John Edwards          | BMW S63 4,0 l V8 Bi-Turbo       | 87    | + 1 tour            |
| 9   | GTD    | 33  | Mercedes-AMG Team Riley Motorsports                      | Jeroen Bleekemolen Ben Keating    | Mercedes-AMG GT3                | 86    | + 2 tours           |
| 9   | GTD    | 33  | Mercedes-AMG Team Riley Motorsports                      | Jeroen Bleekemolen Ben Keating    | Mercedes-AMG M159 6,2 l V8      | 86    | + 2 tours           |
| 10  | GTD    | 86  | Meyer Shank Racing avec Curb Agajanian Performance Group | Mario Farnbacher Trent Hindman    | Acura NSX GT3 Evo               | 86    | + 2 tours           |
| 10  | GTD    | 86  | Meyer Shank Racing avec Curb Agajanian Performance Group | Mario Farnbacher Trent Hindman    | Acura 3,5 l V6 Turbo            | 86    | + 2 tours           |
| 11  | GTD    | 63  | WeatherTech Racing                                       | Cooper MacNeil Toni Vilander      | Ferrari 488 GT3                 | 86    | + 2 tours           |
| 11  | GTD    | 63  | WeatherTech Racing                                       | Cooper MacNeil Toni Vilander      | Ferrari F154CB 3,9 l V8 Turbo   | 86    | + 2 tours           |
| 12  | GTD    | 9   | Pfaff Motorsports                                        | Scott Hargrove Zacharie Robichon  | Porsche 911 GT3 R               | 86    | + 2 tours           |
| 12  | GTD    | 9   | Pfaff Motorsports                                        | Scott Hargrove Zacharie Robichon  | Porsche 4,0 l Flat-6 Atmo       | 86    | + 2 tours           |
| 13  | GTD    | 73  | Park Place Motorsports                                   | Patrick Lindsey Patrick Long      | Porsche 911 GT3 R               | 86    | + 2 tours           |
| 13  | GTD    | 73  | Park Place Motorsports                                   | Patrick Lindsey Patrick Long      | Porsche 4,0 l Flat-6 Atmo       | 86    | + 2 tours           |
| 14  | GTD    | 44  | Magnus Racing                                            | Andy Lally John Potter            | Lamborghini Huracán GT3 Evo     | 86    | + 2 tours           |
| 14  | GTD    | 44  | Magnus Racing                                            | Andy Lally John Potter            | Lamborghini 5,2 l V10 Atmo      | 86    | + 2 tours           |
| 15  | GTD    | 12  | AIM Vasser-Sullivan                                      | Frankie Montecalvo Townsend Bell  | Lexus RC F GT3                  | 86    | + 2 tours           |
| 15  | GTD    | 12  | AIM Vasser-Sullivan                                      | Frankie Montecalvo Townsend Bell  | Lexus 5,0 l V8                  | 86    | + 2 tours           |
| 16  | GTD    | 74  | Lone Star Racing                                         | Gar Robinson Lawson Aschenbach    | Mercedes-AMG GT3                | 86    | + 2 tours           |
| 16  | GTD    | 74  | Lone Star Racing                                         | Gar Robinson Lawson Aschenbach    | Mercedes-AMG M159 6,2 l V8      | 86    | + 2 tours           |
| 17  | GTD    | 76  | Compass Racing                                           | Matt Plumb (en) Paul Holton       | McLaren 720S GT3                | 86    | + 2 tours           |
| 17  | GTD    | 76  | Compass Racing                                           | Matt Plumb (en) Paul Holton       | McLaren M840T 4,0 l V8 Bi-Turbo | 86    | + 2 tours           |
| 18  | GTD    | 48  | Paul Miller Racing                                       | Bryan Sellers Corey Lewis         | Lamborghini Huracán GT3 Evo     | 84    | + 4 tours           |
| 18  | GTD    | 48  | Paul Miller Racing                                       | Bryan Sellers Corey Lewis         | Lamborghini 5,2 l V10 Atmo      | 84    | + 4 tours           |
| 19  | GTD    | 96  | Turner Motorsport                                        | Bill Auberlen Robby Foley         | BMW M6 GT3                      | 83    | + 5 tours           |
| 19  | GTD    | 96  | Turner Motorsport                                        | Bill Auberlen Robby Foley         | BMW P63 4,4 l V8 Turbo          | 83    | + 5 tours           |
| 20  | GTD    | 57  | Heinricher Racing avec Meyer Shank Racing                | Katherine Legge Alice Powell      | Acura NSX GT3 Evo               | 74    | Abandon             |
| 20  | GTD    | 57  | Heinricher Racing avec Meyer Shank Racing                | Katherine Legge Alice Powell      | Acura 3,5 l V6 Turbo            | 74    | Abandon             |
| 21  | GTD    | 14  | AIM Vasser-Sullivan                                      | Richard Heistand Jack Hawksworth  | Lexus RC F GT3                  | 63    | Abandon             |
| 21  | GTD    | 14  | AIM Vasser-Sullivan                                      | Richard Heistand Jack Hawksworth  | Lexus 5,0 l V8                  | 63    | Abandon             |

## Pole position et record du tour
- Pole position :  Laurens Vanthoor (#912 Porsche GT Team) en 1 min 40 s 630
- Meilleur tour en course :  Earl Bamber (#912 Porsche GT Team) en 1 min 40 s 638

## Tours en tête
- no 912 Porsche 911 RSR - Porsche GT Team : 38 tours (1-11 / 40-44 / 46-67 / )[4]
- no 911 Porsche 911 RSR - Porsche GT Team : 48 tours (12-39 / 69-88)
- no 67 Ford GT - Ford Chip Ganassi Racing : 2 tours (45 / 68)

## À noter
- Longueur du circuit : 3,27 miles
- Distance parcourue par les vainqueurs : 287,76 miles